# Thị
Thị (danh pháp hai phần: Diospyros decandra) là một loại cây ăn quả nhiệt đới thuộc họ thị, phổ biến ở các nước như Việt Nam, Thái Lan.

## Mô tả sinh học
Cây thị là loài cây thân gỗ, cây đến tuổi trưởng thành cao trung bình khoảng 5–6 m (có những cây cổ thụ hàng trăm tuổi cao hơn 20 m).  Lá mọc so le, phiền lá hình thuôn, dài 5–8 cm, rộng 2–4 cm; cuống lá dài 6–9 mm, có phủ lông. Hoa đa tính, mọc thành chùm, màu trắng; đài hợp ở gốc 4 răng, 8-14 nhị, nhuỵ có 2 vòi. Quả tròn hơi dẹp, đường kính 3–5 cm, có 6-8 ngăn (hay còn gọi là múi), khi chín màu vàng, mang đài bền vững (đặc trưng của họ Thị). hạt cứng, dẹt, dài 3 cm, phôi sừng.
Quả thị có hai dạng đó là dạng quả hình cầu, đáy tròn, thường được gọi là thị muộn và dạng quả nhỏ hơn hơi dẹt, đáy bằng, có tên là thị sáp hay thị lục sáp. Quả thị có mùi thơm mát khi vừa chín tới, trong vỏ quả chứa một ít tinh dầu mùi gần giống mùi ester valerianic. Hương thơm này có tác dụng trấn tĩnh, giảm căng thẳng thần kinh, thư giãn. Đến khi quả đã chín rục, mềm nhũn và chuyển sang màu vàng sẫm thì mùi thơm giảm nhiều.
Vỏ quả chứa một ít tinh dầu gần giống mùi este amyl valerianic. Thịt quả thị: theo kết quả phân tích của Peirier (1932) có 86,2% nước; 0,16% chất béo; 0,67% chất protit; 12% gluxit; 0,33% tanin; 0,47% xenluloza; 0,50% tro.
Lá thị được dùng phổ biến để trị chứng táo bón, đầy bụng; dùng lá thị tươi giã đắp làm mụn nhọt chóng vỡ mủ, hòa lá với rượu có thể chữa viêm tinh hoàn (thiên trụy). Ngoài ra, các thành phần khác của cây như vỏ, hạt, rễ cũng được sử dụng trong y học cổ truyền phương đông.
Đông y sử dụng nhiều bộ phận của cây thị để làm thuốc chữa các bệnh như: sốt nóng, ngộ độc, nôn mửa, mẩn ngứa, lở loét, dị ứng, mụn nhọt, táo bón, đầy bụng, viêm tinh hoàn (thiên trụy), phù thũng, giời leo, bỏng rộp.

## Thị trong văn hóa Việt
Quả thị có tiếng là thơm, được chuộng tại Việt Nam. Người ta còn đan cái giỏ nhỏ chỉ vừa để đựng quả thị rồi treo lên trong nhà để thưởng thức hương thị.
Theo kinh nghiệm và truyền thống dân gian ở Việt Nam, để ăn thị người ta nắn, bóp nhẹ đều khắp bề mặt quả cho đến khi thịt quả mềm ra (tới nẫu, thậm chí nứt, rách vỏ) để giảm vị chát (cách ăn thú vị nhất là sau khi đã làm mềm quả, khéo léo tách bỏ núm (đài) ra khỏi vỏ, để lại một lỗ tròn và ăn bằng cách hút thịt (và cả hạt) từ lỗ tròn đó).
Quả thị chín vào cuối mùa hè đến hết mùa thu. Mùi hương quả thị dịu nhẹ nhưng "không thể giấu được". Ở các vùng quê, những người nấu rượu gạo rất kị mùi hương quả thị, nếu để quả thị trong nhà thì cả mẻ rượu sẽ bị hỏng.
Cây thị ngoài việc lấy quả cũng được trồng làm cây cảnh (bonsai).
- Quả thị có mặt trong truyện cổ tích dân gian Việt Nam: Tấm Cám.
- Thành ngữ: Ngậm hạt thị (ngậm hột thị), miệng ngậm hạt thị hoặc miệng lúng búng như ngậm hạt thị.

## Hình ảnh

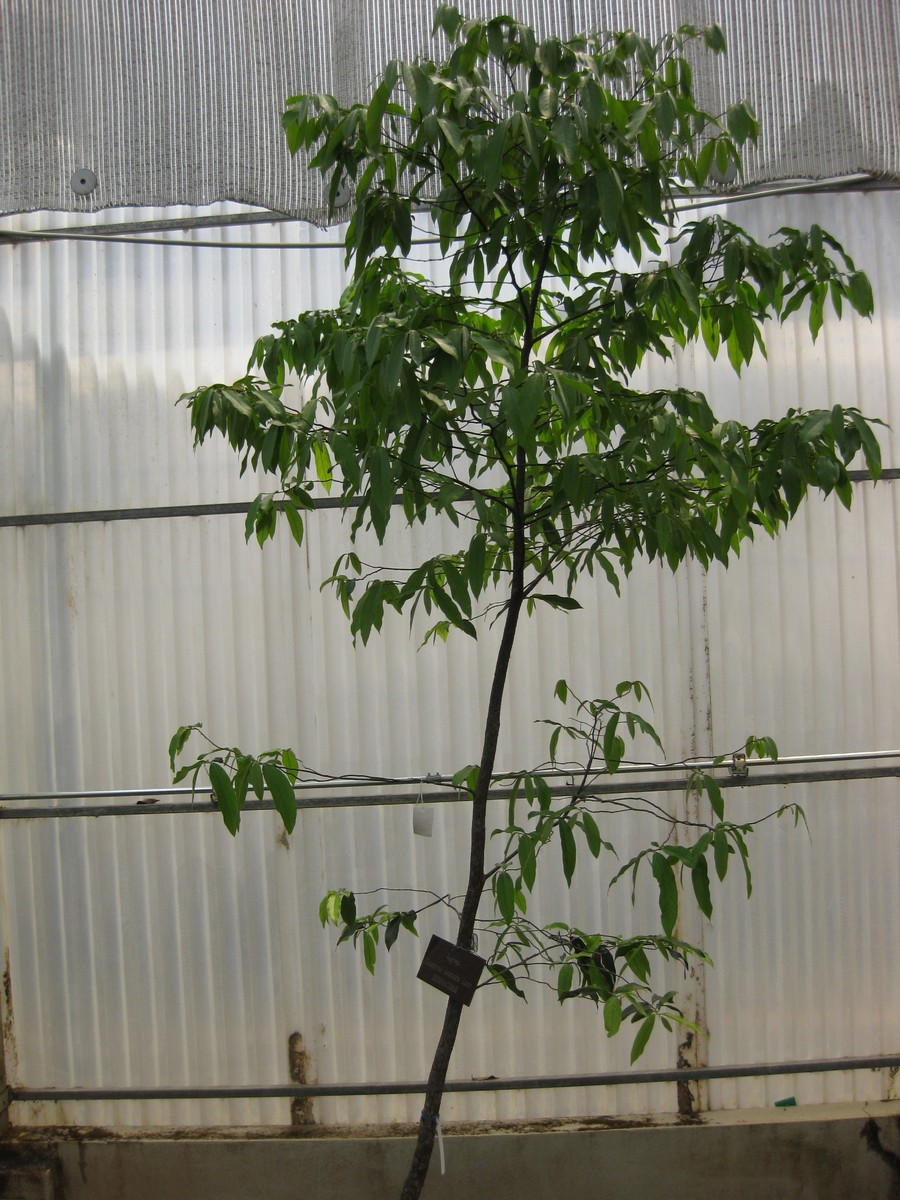
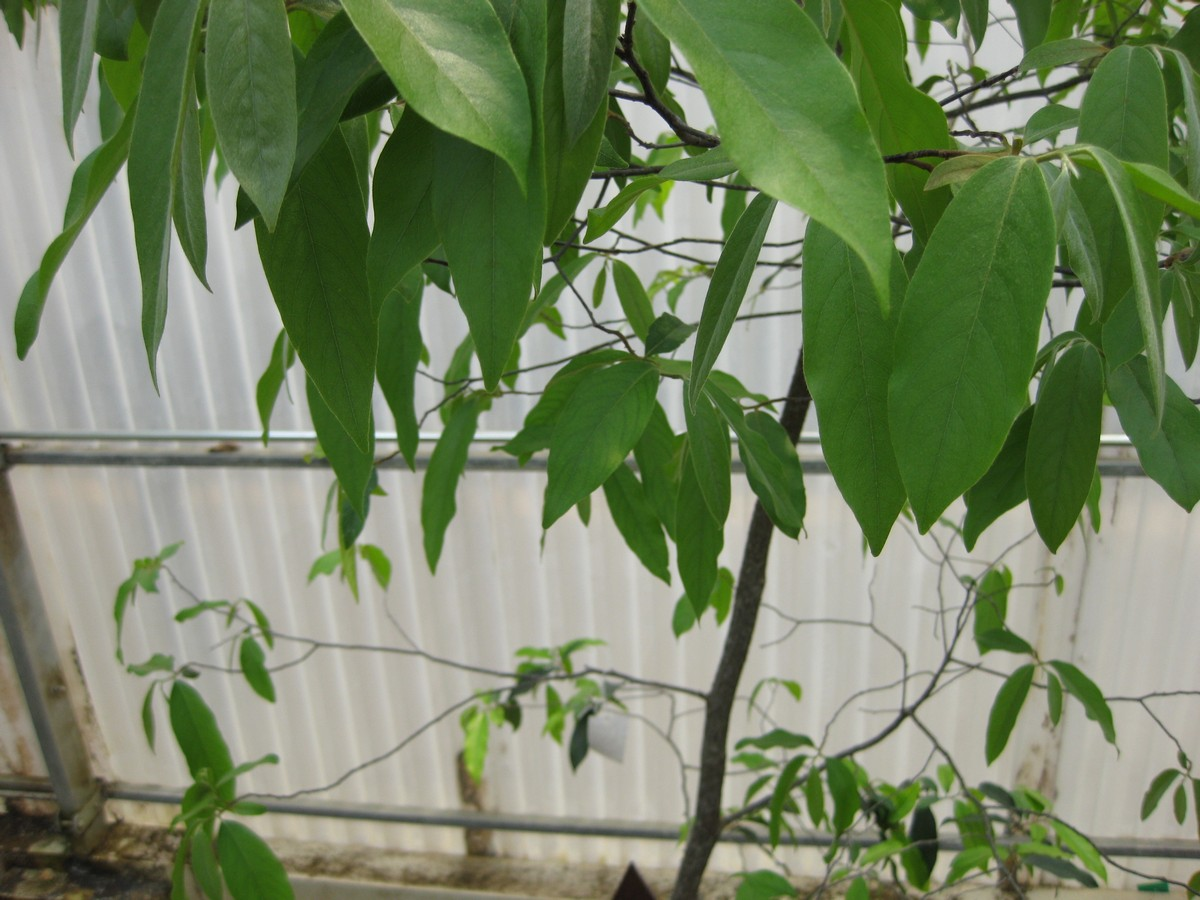
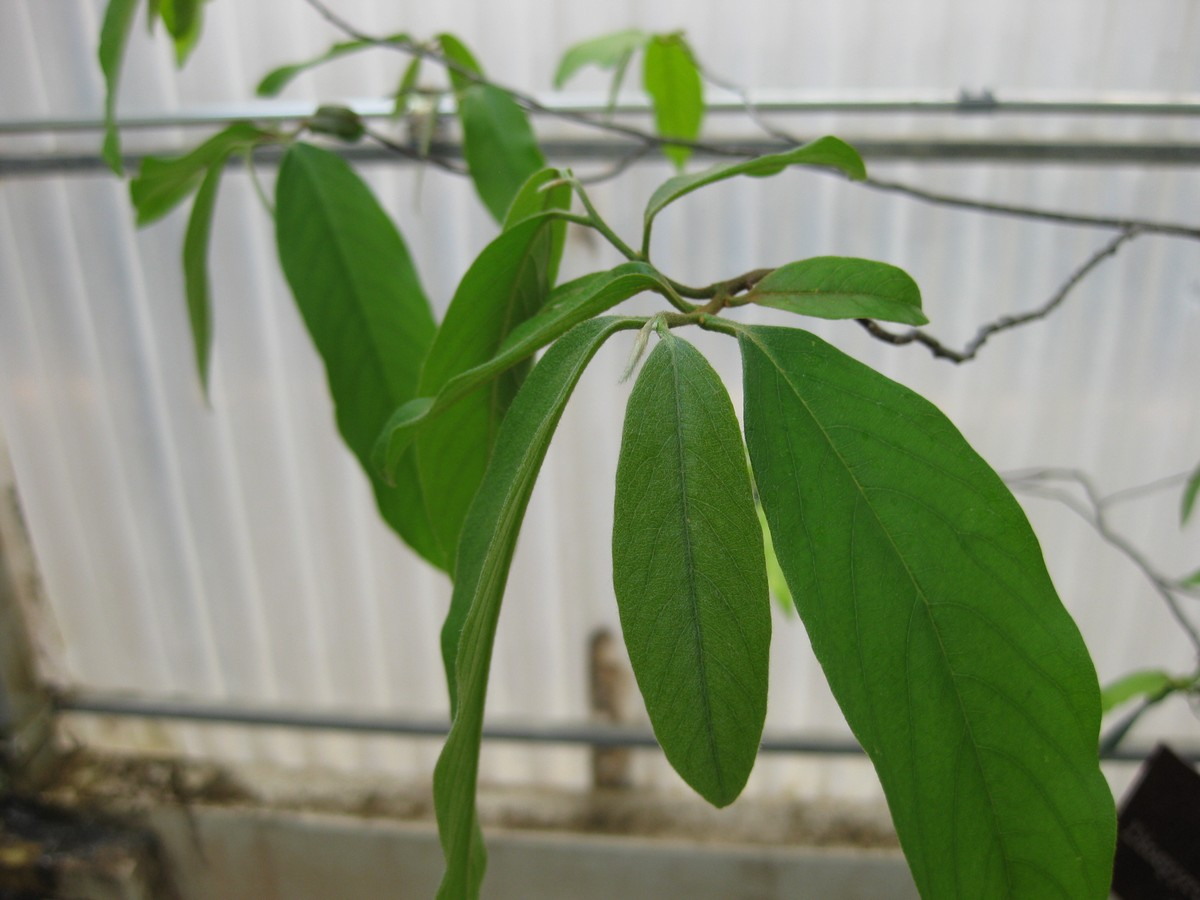
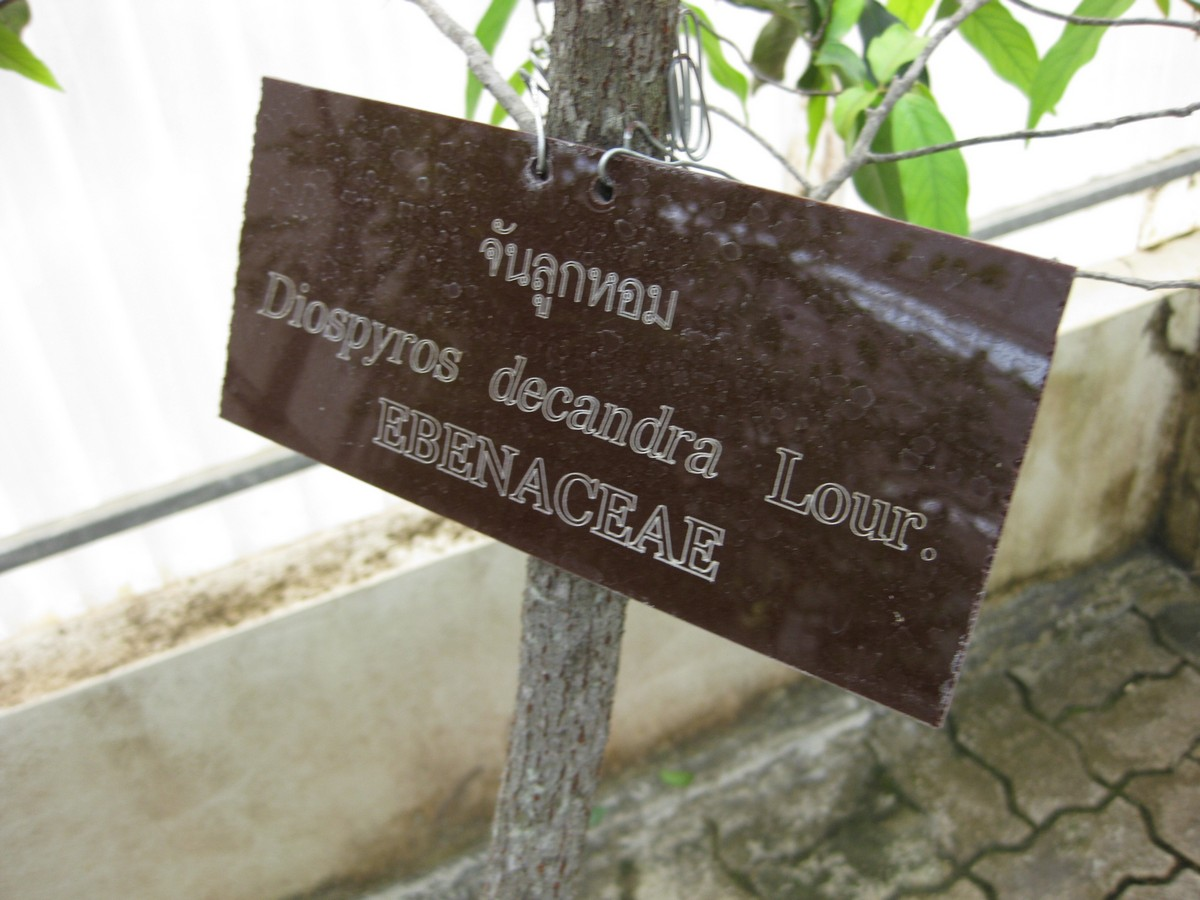
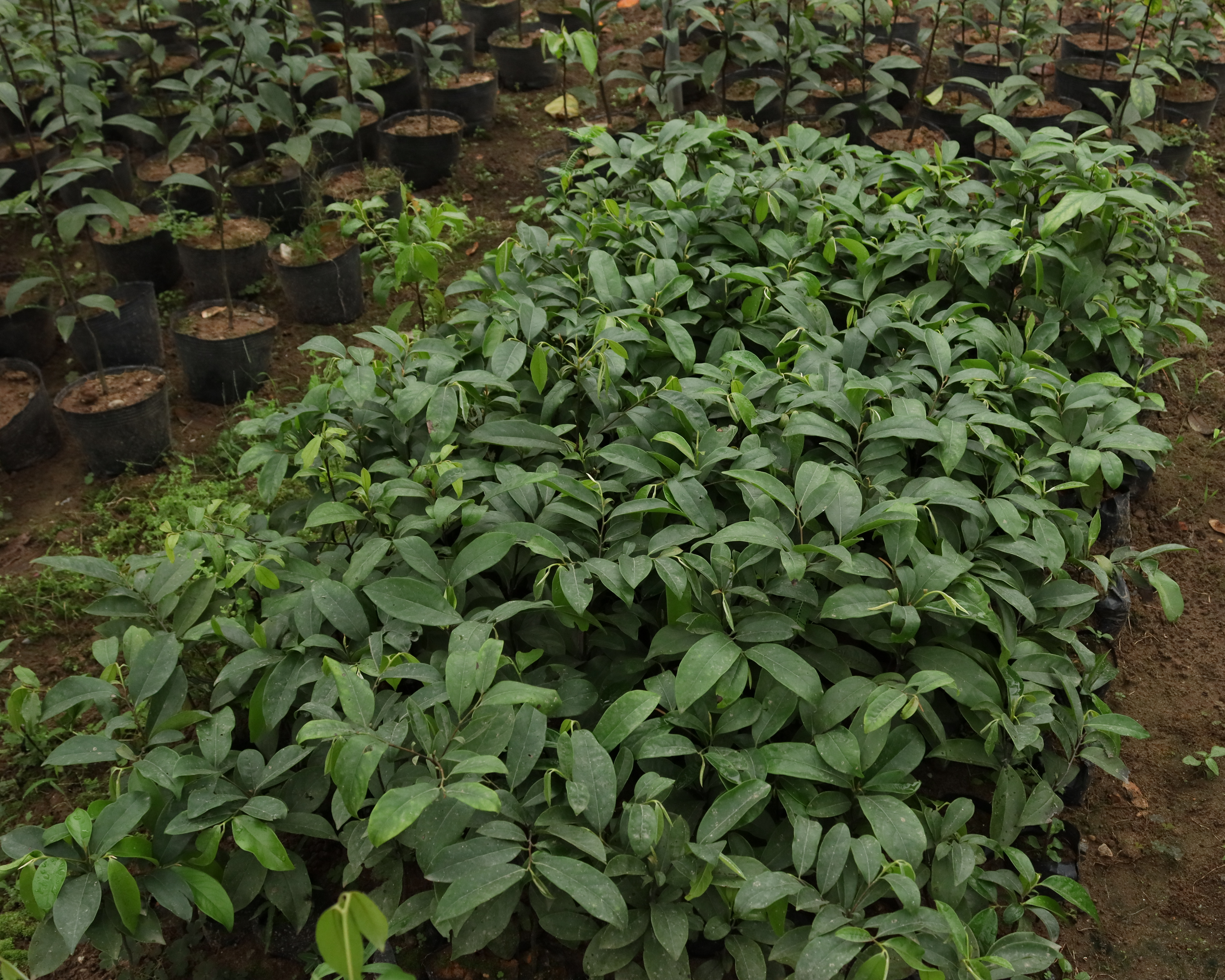
Cây giống thị gieo từ hạt
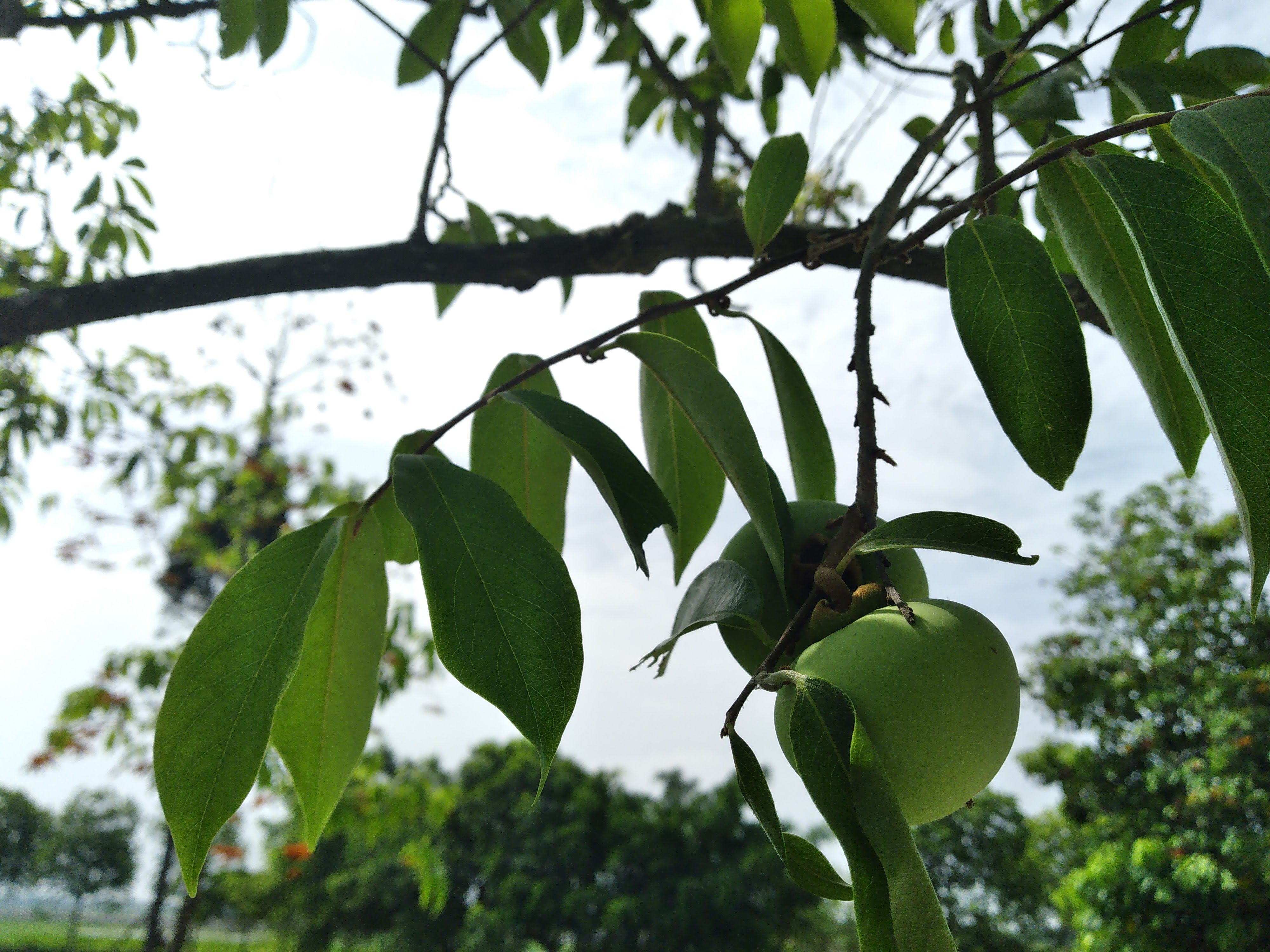
quả thị xanh
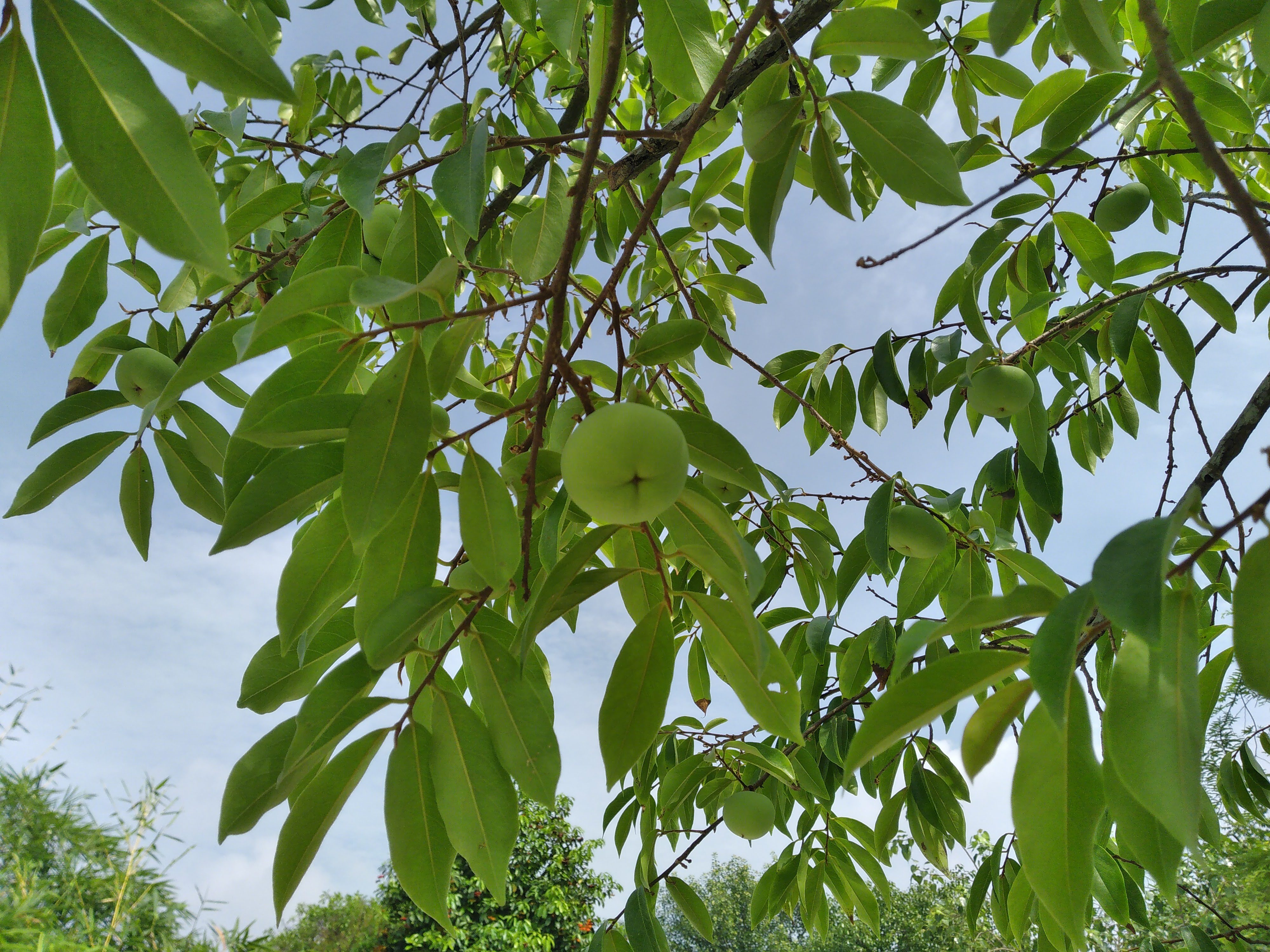
quả thị xanh